# Chicago-style Pizza

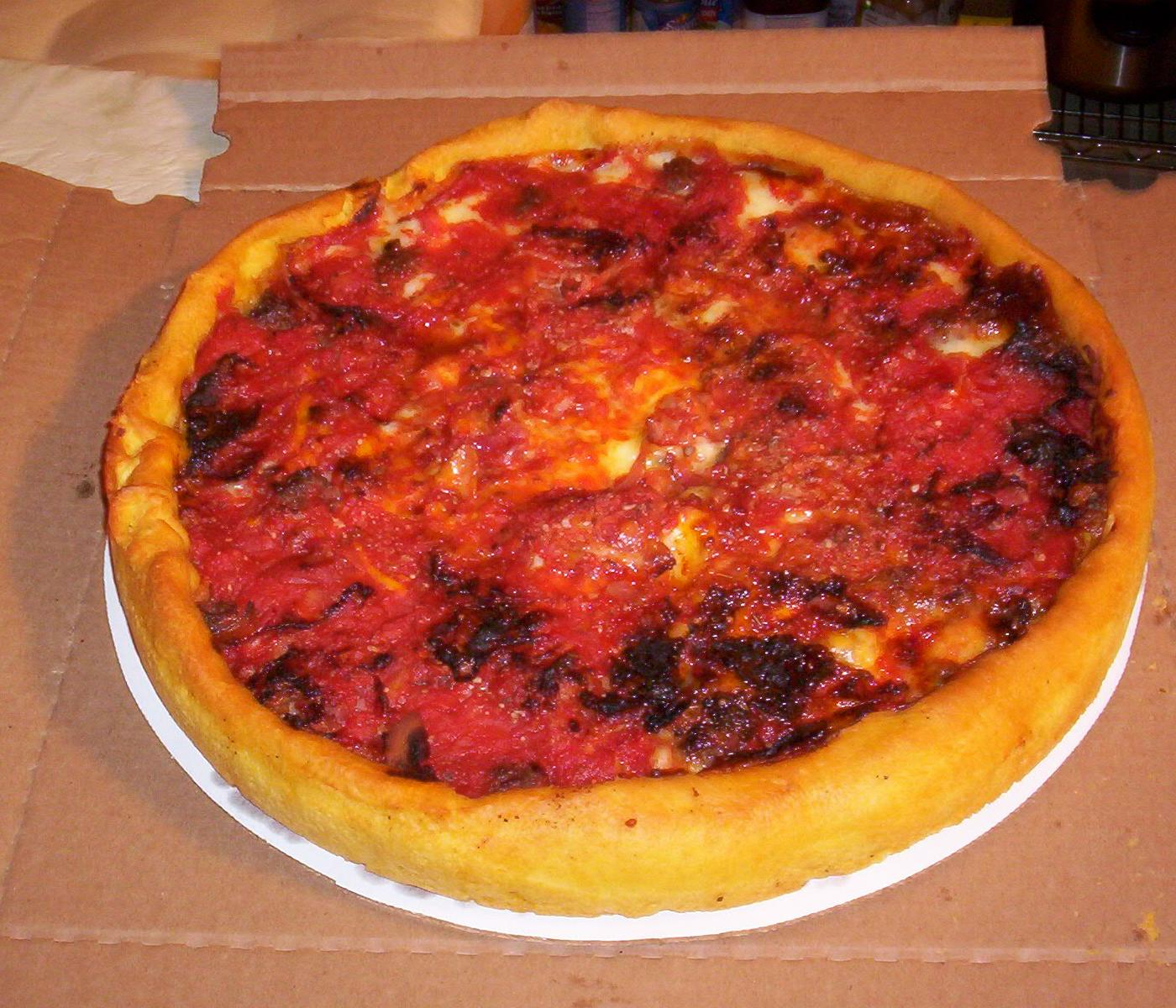
Deep Dish Pizza

Als Chicago-style Pizza oder Deep Dish Pizza wird eine aus Chicago stammende US-amerikanische Version der Pizza bezeichnet. Der Boden der Pizza bildet eine Schale mit hohem Rand, die dann mit Käse, Tomaten und Wurst gefüllt wird.
Varianten sind die Stuffed Pizza (gefüllte Pizza) und die bei Pizza Hut servierte Pan Pizza (Pfannenpizza).

## Herstellung
Zur Zubereitung wird ein Blech von etwa 30 Zentimetern Durchmesser und 5 Zentimetern Randhöhe mit Teig ausgekleidet. Der Pizzaboden fungiert als eine Schüssel, die mit Käse ausgelegt, mit Zutaten gefüllt, mit Tomatensoße übergossen und schließlich mit geriebenem Parmesan überstreut wird. Die Backzeit der Pizza beträgt etwa 35 bis 45 Minuten, weswegen man sie in vielen Pizzerien Chicagos bereits bestellt, bevor man an den Tisch geführt wird.

## Geschichte

### Deep Dish Pizza
Sie soll 1943 in der Pizzeria Uno in Chicago erfunden worden sein. Ob die Entwicklung auf die Eigentümer Ike Sewell und Riz Ricardo oder Küchenchef Rudy Malnati zurückgeht, ist unklar. Der Lokalhistoriker Tom Samuelson vermutet, der ehemalige Footballspieler Ricardo habe das Rezept entwickelt und Sewell es bekannt gemacht. 1954 eröffnete Original Gino’s Pizza, ein Restaurant, das diese Pizza ebenfalls auf der Speisekarte führt.
1955 geriet das Uno an seine Kapazitätsgrenze und eröffnete einige Häuserblocks entfernt ein Schwesterrestaurant namens Due. Einige Jahre später folgte ein zweites Gino’s. Beide Restaurants haben mittlerweile zahlreiche Ableger im Großraum Chicago, und die Pizzeria Uno gründete sogar eine Restaurantkette mit etwa 200 Uno Chicago Grills in 28 Ländern. Heute bieten viele Restaurants in und um Chicago diese spezielle Version der Pizza an, und so gut wie alle 2000 Pizzerien der Stadt haben sie im Angebot.

### Stuffed Pizza
Mitte der 1970er Jahre erweiterte der Gründer von Nancy's Pizza, Rocco Palese, das Rezept und kreierte eine Version, die an Scarciedda, einen italienischen Osterkuchenauflauf aus seiner Heimatstadt Potenza, erinnern soll.
Der Unterschied zur Deep Dish besteht darin, dass nach Auffüllen des Bodens mit Käse noch eine dünne Schicht Teig über die ersten Füllungen gelegt und erst dann die Sauce, Tomaten und Käse darüber gegeben werden. Dieser Teig trägt noch mehr Zutaten als die einfache Chicago-style. Erst dann wird die Pizza gebacken.

### Pan Pizza
Die Pan Pizza wird in einer ähnlichen Form gebacken, doch ihr Boden ist noch dicker und ähnelt der italienischen Focaccia. Außerdem unterscheidet sie sich dadurch, dass die Sauce unter den Zutaten ist und nicht darüber gegeben wird. Sie ist eine Erfindung der Franchisekette Pizza Hut.

## Internationale Bekanntheit
In den USA gilt die Chicago-style Pizza als eines der typischen Gerichte der Küche des Mittleren Westens, und sie ist zusammen mit Hot Dogs ein typisches Gericht Chicagos. Sie ist so mit der Stadt verbunden, dass Deep Dish als Spitzname für Jungen aus Chicago verwendet wird.
Laut einem Schweizer Gericht ist Chicago-style in der Schweiz nicht allgemein als Gattungsbegriff bekannt. Ein Unternehmer scheiterte bei dem Versuch, eine Chicago Pizza Pie Factory in der Schweiz als Marke eintragen zu lassen, da Schweizer bei dem Begriff an die Stadt dächten, und nicht an die Pizzavariante.